# Porites furcata
Porites furcata är en korallart som beskrevs av Jean-Baptiste Lamarck 1816. Porites furcata ingår i släktet Porites och familjen Poritidae. IUCN kategoriserar arten globalt som livskraftig. Inga underarter finns listade i Catalogue of Life.